# Cuvânt
În lingvistică un cuvânt este unitatea fundamentală de comunicare a unui înțeles. El poate să fie compus din unul sau mai multe morfeme. În mod obișnuit un cuvânt se compune dintr-o parte de bază, numită rădăcină, la care se pot atașa afixe. Cuvintele se combină în expresii, propoziții și fraze.
Definiția precisă a termenului depinde de limba avută în vedere. Limitele dintre cuvintele unui enunț nu sunt întotdeauna clare. În timp ce, de exemplu, limbile care se scriu cu litere din alfabetul latin lasă spații între cuvinte, iar în alte limbi există simboluri delimitatoare speciale, există și limbi scrise într-un șir continuu, fără nicio indicație de separare între cuvinte.
Cuvinte precum desen, desenul, desenele, desenului, derivate prin inflexionare, nu se consideră a fi cuvinte diferite, ci numai varietăți morfologice ale unuia și aceluiași cuvânt-titlu (lexem). Acest concept se aplică și în limbile aglutinative, și dă naștere la cuvinte lungi, compuse din numeroase morfeme, care traduse în românește, necesită mai multe cuvinte independente. De exemplu, în limba japoneză cuvântul 行きたくなかった ikitakunakatta se compune din verbul 行く iku (a merge) la care se atașează trei morfeme dependente, și înseamnă „nu a vrut să meargă”, dând în limba română o expresie de mai multe cuvinte. Un alt exemplu, din germană: Kinderspielplatz, care înseamnă un „loc de joacă pentru copii”.
Există mai multe metode de a găsi limitele între cuvinte:
- pauza potențială — unui vorbitor i se cere să pronunțe o propoziție lent, lăsînd pauze. El va tinde să plaseze pauzele la limitele dintre cuvinte. Această metodă funcționează în general bine, dar se poate întâmpla ca unele cuvinte polisilabice să fie despărțite în segmente care nu au un înțeles propriu.
- indivizibilitate — unui vorbitor i se cere să pronunțe o propoziție și apoi să spună aceeași propoziție introducând cuvinte suplimentare în cât mai multe locuri. De exemplu, propoziția „Locuiesc în acest sat de zece ani” poate să devină „Locuiesc cu ai mei în acest mic sat de zece sau unsprezece ani”, unde cuvintele noi tind să fie introduse între cuvintele propoziției inițiale. Această metodă se confruntă cu situațiile în care, ca de exemplu în limba germană, cuvintele noi se introduc între părți ale unui cuvânt.
- forme libere minime — acest concept definește cuvântul ca fiind cea mai mică unitate de vorbire care, izolată, poate comunica un înțeles. Totuși, conform acestei definiții, unele prepoziții, articole etc., nu pot fi considerate cuvinte.
- limite fonetice — în anumite limbi accentul sau armonia vocalică depind de limitele dintre cuvinte. Această regulă se poate însă aplica numai la aceste limbi, și nici acolo sistematic.
- unități semantice — similar metodei bazate pe formele libere minime, această metodă desparte propozițiile în părțile cele mai mici care au sens. Și această regulă are limitele ei, mai ales în privința particulelor care au mai mult un rol morfologic decît semantic, sau în privința cuvintelor compuse.

Lingviștii aplică aceste reguli combinat pentru a delimita cuvintele unui enunț. Chiar și așa, este greu de formulat o definiție precisă a termenului.